# Campionati mondiali di nuoto paralimpico 2015 - 50 metri stile libero maschili

## Risultati

### S3
Prima della manifestazione il record del mondo (WR) e il record dei campionati (CR) erano i seguenti.

#### Categoria S1
| Record mondiale       | 1'03"80 | Itzhak Mamistvalov Israele | 9 marzo 2014 Esbjerg, Danimarca       |
| Record dei campionati | 1'08"22 | Itzhak Mamistvalov Israele | 15 agosto 2010 Eindhoven, Paesi Bassi |

Nel corso della competizione non sono stati migliorati record.

#### Categoria S2
| Record mondiale       | 58"43   | Dmitrii Kokarev Russia | 5 agosto 2014 Eindhoven, Paesi Bassi  |
| Record dei campionati | 1'02"72 | Dmitrii Kokarev Russia | 15 agosto 2010 Eindhoven, Paesi Bassi |

Nel corso della competizione, Kokarev ha migliorato il record dei campionati.

#### Categoria S3
| Record mondiale       | 42"60 | Dmytro Vynohradets Ucraina | 13 settembre 2008 Pechino, Cina       |
| Record dei campionati | 44"53 | Dmytro Vynohradets Ucraina | 15 agosto 2010 Eindhoven, Paesi Bassi |

Nel corso della competizione, Vynohradets ha migliorato il record dei campionati.

#### Batterie
| Pos. | Batteria | Corsia | Atleta                        | Nazionalità | Categoria | Tempo   | Note                  |
| ---- | -------- | ------ | ----------------------------- | ----------- | --------- | ------- | --------------------- |
| 1    | 2        | 4      | Dmytro Vynohradets            | Ucraina     | S3        | 45"94   | Q                     |
| 2    | 1        | 4      | Hanhua Li                     | Cina        | S3        | 48"26   | Q                     |
| 3    | 2        | 5      | Vincenzo Boni                 | Italia      | S3        | 48"41   | Q                     |
| 4    | 2        | 3      | Alexander Makarov             | Russia      | S3        | 51"09   | Q                     |
| 5    | 1        | 5      | Ioannis Kostakis              | Grecia      | S3        | 52"95   | Q                     |
| 6    | 1        | 3      | Miguel Angel Martinez Tajuelo | Spagna      | S3        | 53"78   | Q                     |
| 7    | 2        | 6      | Grant Patterson               | Australia   | S3        | 54"31   | Q                     |
| 8    | 1        | 6      | Mikael Fredriksson            | Svezia      | S3        | 56"71   | Q                     |
| 9    | 2        | 2      | Dmitrii Kokarev               | Russia      | S2        | 58"86   | Record dei campionati |
| 10   | 2        | 7      | Jacek Czech                   | Polonia     | S2        | 1'01"88 |                       |
| 11   | 1        | 2      | Michael Demarco               | Stati Uniti | S3        | 1'02"24 |                       |
| 12   | 1        | 7      | Cristopher Tronco             | Messico     | S3        | 1'03"03 |                       |
| 13   | 2        | 1      | Magomed Kholukhoev            | Russia      | S3        | 1'03"50 |                       |
| 14   | 2        | 8      | Kamil Otowski                 | Polonia     | S2        | 1'07"84 |                       |
| 15   | 1        | 1      | Itzhak Mamistvalov            | Israele     | S1        | 1'08"30 |                       |
| 16   | 1        | 0      | Youssef Elsayed               | Egitto      | S3        | 1'17"77 |                       |
| 17   | 1        | 8      | Justin Vijay Jesudas          | India       | S3        | 1'18"38 |                       |
| 18   | 2        | 0      | Ales Secnik                   | Slovenia    | S2        | 1'25"06 |                       |
| 19   | 2        | 9      | Gideon Nasilowski             | Namibia     | S3        | 1'43"45 |                       |

#### Finale
| Pos. | Corsia | Atleta                        | Nazionalità | Categoria | Tempo | Note                  |
| ---- | ------ | ----------------------------- | ----------- | --------- | ----- | --------------------- |
|      | 4      | Dmytro Vynohradets            | Ucraina     | S3        | 44"16 | Record dei campionati |
|      | 5      | Hanhua Li                     | Cina        | S3        | 44"25 |                       |
|      | 3      | Vincenzo Boni                 | Italia      | S3        | 48"45 |                       |
| 4    | 2      | Ioannis Kostakis              | Grecia      | S3        | 50"71 |                       |
| 5    | 7      | Miguel Angel Martinez Tajuelo | Spagna      | S3        | 52"52 |                       |
| 6    | 1      | Grant Patterson               | Australia   | S3        | 52"60 | Record oceaniano      |
| 7    | 6      | Alexander Makarov             | Russia      | S3        | 52"62 |                       |
| 8    | 8      | Mikael Fredriksson            | Svezia      | S3        | 56"63 |                       |

### S4
Prima della manifestazione il record del mondo (WR) e il record dei campionati (CR) erano i seguenti.
| Record mondiale       | 37"54 | Yuji Hanada Giappone      | 27 settembre 2004 Atene, Grecia |
| Record dei campionati | 37"85 | Eskender Mustafaev Russia | 12 agosto 2013 Montréal, Canada |

Nel corso della competizione non sono stati migliorati record.

#### Batterie
| Pos. | Batteria | Corsia | Atleta                      | Nazionalità   | Tempo | Note |
| ---- | -------- | ------ | --------------------------- | ------------- | ----- | ---- |
| 1    | 1        | 4      | Eskender Mustafaev          | Russia        | 39"30 | Q    |
| 2    | 2        | 4      | Giseong Jo                  | Corea del Sud | 39"61 | Q    |
| 3    | 2        | 3      | David Smetanine             | Francia       | 39"76 | Q    |
| 4    | 2        | 5      | Gustavo Sanchez Martinez    | Messico       | 41"27 | Q    |
| 5    | 1        | 3      | Richard Oribe               | Spagna        | 41"89 | Q    |
| 6    | 2        | 2      | Jan Povysil                 | Rep. Ceca     | 42"03 | Q    |
| 7    | 2        | 6      | Roman Zhdanov               | Russia        | 42"38 | Q    |
| 8    | 2        | 7      | Darko Duric                 | Slovenia      | 42"91 | Q    |
| 9    | 1        | 5      | Ronystony Cordeiro Da Silva | Brasile       | 43"34 |      |
| 10   | 1        | 2      | Michael Schoenmaker         | Paesi Bassi   | 43"35 |      |
| 11   | 1        | 7      | Aleksei Lyzhikhin           | Russia        | 43"58 |      |
| 12   | 1        | 6      | Arnost Petracek             | Rep. Ceca     | 44"20 |      |
| 13   | 1        | 1      | Nelson Lopes                | Portogallo    | 51"75 |      |
| 14   | 2        | 1      | Ahmed Kelly                 | Australia     | 53"00 |      |

#### Finale
| Pos. | Corsia | Atleta                   | Nazionalità   | Tempo | Note |
| ---- | ------ | ------------------------ | ------------- | ----- | ---- |
|      | 4      | Eskender Mustafaev       | Russia        | 38"17 |      |
|      | 5      | Giseong Jo               | Corea del Sud | 38"42 |      |
|      | 3      | David Smetanine          | Francia       | 39"60 |      |
| 4    | 1      | Roman Zhdanov            | Russia        | 39"80 |      |
| 5    | 6      | Gustavo Sanchez Martinez | Messico       | 40"68 |      |
| 6    | 2      | Richard Oribe            | Spagna        | 42"16 |      |
| 7    | 8      | Darko Duric              | Slovenia      | 42"46 |      |
| 8    | 7      | Jan Povysil              | Rep. Ceca     | 43"53 |      |

### S5
Prima della manifestazione il record del mondo (WR) e il record dei campionati (CR) erano i seguenti.
| Record mondiale       | 31"94 | Daniel Dias Brasile | 7 agosto 2014 Pasadena, Stati Uniti   |
| Record dei campionati | 32"27 | Daniel Dias Brasile | 15 agosto 2010 Eindhoven, Paesi Bassi |

Nel corso della competizione non sono stati migliorati record.

#### Batterie
| Pos. | Batteria | Corsia | Atleta                | Nazionalità | Tempo | Note |
| ---- | -------- | ------ | --------------------- | ----------- | ----- | ---- |
| 1    | 1        | 4      | Daniel Dias           | Brasile     | 34"50 | Q    |
| 2    | 2        | 5      | Sebastian Rodriguez   | Spagna      | 34"95 | Q    |
| 3    | 2        | 3      | Thanh Tung Vo         | Vietnam     | 35"04 | Q    |
| 4    | 1        | 4      | Roy Perkins           | Stati Uniti | 35"36 | Q    |
| 5    | 1        | 3      | Andrew Mullen         | Regno Unito | 35"56 | Q    |
| 6    | 2        | 6      | Clodoaldo Silva       | Brasile     | 35"91 | Q    |
| 7    | 1        | 2      | Theo Curin            | Francia     | 36"53 | Q    |
| 8    | 2        | 2      | James Scully          | Irlanda     | 38"00 | Q    |
| 9    | 1        | 6      | Viacheslav Tiagunov   | Russia      | 38"06 |      |
| 10   | 1        | 7      | Diego Lopez Diaz      | Messico     | 38"48 |      |
| 11   | 2        | 7      | Jonas Larsen          | Danimarca   | 38"89 |      |
| 12   | 2        | 1      | Danial Murphy         | Canada      | 42"97 |      |
| -    | 1        | 5      | Dimitry Kryzhanovskiy | Russia      | DNS   |      |

#### Finale
| Pos. | Corsia | Atleta              | Nazionalità | Tempo | Note |
| ---- | ------ | ------------------- | ----------- | ----- | ---- |
|      | 4      | Daniel Dias         | Brasile     | 32"71 |      |
|      | 5      | Sebastian Rodriguez | Spagna      | 34"61 |      |
|      | 3      | Thanh Tung Vo       | Vietnam     | 34"88 |      |
| 4    | 2      | Andrew Mullen       | Regno Unito | 34"94 |      |
| 5    | 6      | Roy Perkins         | Stati Uniti | 35"21 |      |
| 6    | 7      | Clodoaldo Silva     | Brasile     | 35"90 |      |
| 7    | 1      | Theo Curin          | Francia     | 36"50 |      |
| 8    | 8      | James Scully        | Irlanda     | 37"92 |      |

### S6
Prima della manifestazione il record del mondo (WR) e il record dei campionati (CR) erano i seguenti.
| Record mondiale       | 28"57 | Qing Xu Cina | 4 settembre 2012 Londra, Regno Unito |
| Record dei campionati | 29"56 | Qing Xu Cina | 14 agosto 2013 Montréal, Canada      |

Nel corso della competizione non sono stati migliorati record.

#### Batterie
| Pos. | Batteria | Corsia | Atleta             | Nazionalità | Tempo | Note |
| ---- | -------- | ------ | ------------------ | ----------- | ----- | ---- |
| 1    | 1        | 4      | Qing Xu            | Cina        | 31"65 | Q    |
| 2    | 1        | 3      | Oleksandr Komarov  | Ucraina     | 32"51 | Q    |
| 3    | 2        | 5      | Tao Zheng          | Cina        | 32"57 | Q    |
| 4    | 2        | 3      | Georgios Sfaltos   | Grecia      | 32"89 | Q    |
| 5    | 2        | 7      | Iaroslav Semenenko | Ucraina     | 33"15 | Q    |
| 6    | 1        | 2      | Sergey Klyagin     | Russia      | 33"17 | Q    |
| 7    | 2        | 2      | Viacheslav Lenskii | Russia      | 33"50 | Q    |
| 8    | 1        | 7      | Agus Ngaimin       | Indonesia   | 33"72 | Q    |
| 9    | 2        | 1      | Darragh McDonald   | Irlanda     | 34"01 |      |
| 10   | 1        | 5      | Sebastian Iwanow   | Germania    | 34"02 |      |
| 11   | 2        | 6      | Andrei Granichka   | Russia      | 34"06 |      |
| 12   | 1        | 6      | Kyosuke Oyama      | Giappone    | 34"34 |      |
| 13   | 1        | 1      | Muhammed Ali Aydin | Turchia     | 41"59 |      |
| -    | 2        | 4      | Nelson Crispin     | Colombia    | DNS   |      |

#### Finale
| Pos. | Corsia | Atleta             | Nazionalità | Tempo | Note |
| ---- | ------ | ------------------ | ----------- | ----- | ---- |
|      | 4      | Qing Xu            | Cina        | 30"18 |      |
|      | 3      | Tao Zheng          | Cina        | 30"56 |      |
|      | 5      | Oleksandr Komarov  | Ucraina     | 32"10 |      |
| 4    | 2      | Iaroslav Semenenko | Ucraina     | 32"81 |      |
| 5    | 6      | Georgios Sfaltos   | Grecia      | 32"87 |      |
| 6    | 7      | Sergey Klyagin     | Russia      | 32"87 |      |
| 7    | 8      | Agus Ngaimin       | Indonesia   | 33"47 |      |
| 8    | 1      | Viacheslav Lenskii | Russia      | 33"59 |      |

### S7
Prima della manifestazione il record del mondo (WR) e il record dei campionati (CR) erano i seguenti.
| Record mondiale       | 27"67 | David Roberts Regno Unito | 4 aprile 2008 Sheffield, Regno Unito   |
| Record dei campionati | 28"26 | Matthew Walker Cina       | 17 agosto 2010 Eindhovenl, Paesi Bassi |

Nel corso della competizione non sono stati migliorati record.

#### Batterie
| Pos. | Batteria | Corsia | Atleta                         | Nazionalità | Tempo | Note |
| ---- | -------- | ------ | ------------------------------ | ----------- | ----- | ---- |
| 1    | 2        | 5      | Sergey Sukharev                | Russia      | 28"74 | Q    |
| 2    | 1        | 4      | Matthew Levy                   | Australia   | 29"07 | Q    |
| 3    | 2        | 3      | Tobias Pollap                  | Germania    | 29"72 | Q    |
| 3    | 2        | 4      | Yevheniy Bohodayko             | Ucraina     | 29"72 | Q    |
| 5    | 1        | 5      | Shiyun Pan                     | Cina        | 29"82 | Q    |
| 6    | 2        | 2      | Jingang Wang                   | Cina        | 30"33 | Q    |
| 7    | 1        | 3      | Carlos Serrano Zarate          | Colombia    | 30"40 | Q    |
| 8    | 2        | 6      | Valerio Taras                  | Italia      | 30"81 | Q    |
| 9    | 1        | 2      | Huaqiang Yang                  | Cina        | 30"90 |      |
| 10   | 1        | 6      | Mor Mesery                     | Israele     | 31"18 |      |
| 11   | 2        | 7      | Jean-Michel Lavalliere         | Canada      | 31"36 |      |
| 12   | 1        | 7      | Jose Faustino Afonso Dominguez | Spagna      | 31"65 |      |
| 13   | 1        | 1      | Charalampos Papaioannou        | Grecia      | 31"90 |      |
| 14   | 2        | 8      | Daisuke Ejima                  | Giappone    | 32"35 |      |
| 15   | 2        | 1      | Italo Pereira                  | Brasile     | 32"44 |      |
| 16   | 2        | 0      | Andras Szeni                   | Ungheria    | 33"29 |      |
| 17   | 1        | 0      | Nathan Clement                 | Canada      | 34"00 |      |
| 18   | 2        | 9      | Fabiano Aparecido Toledo       | Brasile     | 34"42 |      |
| 19   | 1        | 9      | Julian Bajada                  | Malta       | 40"81 |      |
| -    | 1        | 8      | Hannes Schuermann              | Germania    | DSQ   |      |

#### Finale
| Pos. | Corsia | Atleta                | Nazionalità | Tempo | Note |
| ---- | ------ | --------------------- | ----------- | ----- | ---- |
|      | 4      | Sergey Sukharev       | Russia      | 28"32 |      |
|      | 6      | Yevheniy Bohodayko    | Ucraina     | 28"55 |      |
|      | 5      | Matthew Levy          | Australia   | 28"71 |      |
| 4    | 2      | Shiyun Pan            | Cina        | 28"72 |      |
| 5    | 3      | Tobias Pollap         | Germania    | 29"32 |      |
| 6    | 1      | Carlos Serrano Zarate | Colombia    | 29"84 |      |
| 7    | 7      | Jingang Wang          | Cina        | 30"47 |      |
| 8    | 8      | Valerio Taras         | Italia      | 30"59 |      |

### S8
Prima della manifestazione il record del mondo (WR) e il record dei campionati (CR) erano i seguenti.
| Record mondiale       | 25"32 | Denis Tarasov Russia | 10 agosto 2014 Eindhovenl, Paesi Bassi |
| Record dei campionati | 25"81 | Denis Tarasov Russia | 17 agosto 2010 Montréal, Canada        |

Nel corso della competizione, Tarasov ha migliorato il record dei campionati.

#### Batterie
| Pos. | Batteria | Corsia | Atleta                       | Nazionalità | Tempo | Note |
| ---- | -------- | ------ | ---------------------------- | ----------- | ----- | ---- |
| 1    | 2        | 4      | Denis Tarasov                | Russia      | 26"80 | Q    |
| 2    | 1        | 4      | Yinan Wang                   | Cina        | 27"34 | Q    |
| 3    | 1        | 5      | Bohdan Hrynenko              | Ucraina     | 27"47 | Q    |
| 4    | 2        | 5      | Konstantin Lisenkov          | Russia      | 27"68 | Q    |
| 5    | 1        | 3      | Charles Rozoy                | Francia     | 27"72 | Q    |
| 6    | 2        | 7      | Luis Armando Andrade Guillen | Messico     | 28"17 | Q,   |
| 7    | 2        | 3      | Blake Cochrane               | Australia   | 28"18 | Q    |
| 8    | 2        | 2      | Zack Mcallister              | Canada      | 28"33 | Q    |
| 9    | 2        | 6      | Maodang Song                 | Cina        | 28"58 |      |
| 10   | 1        | 7      | Robert Griswold              | Stati Uniti | 28"95 |      |
| 11   | 2        | 1      | Niels Korfitz Mortensen      | Danimarca   | 29"08 |      |
| 12   | 1        | 2      | Ferenc Csuri                 | Ungheria    | 29"40 |      |
| 13   | 2        | 8      | Andreas Onea                 | Austria     | 29"77 |      |
| 14   | 2        | 0      | Sharath Gayakwad             | India       | 29"92 |      |
| 15   | 1        | 1      | Torben Schmidtke             | Germania    | 29"95 |      |
| 16   | 1        | 0      | David Carreira               | Portogallo  | 30"32 |      |
| 17   | 1        | 6      | Iurii Bozhynskyi             | Ucraina     | 30"80 |      |
| 18   | 1        | 8      | Zach Zona                    | Canada      | 30"90 |      |

#### Finale
| Pos. | Corsia | Atleta                       | Nazionalità | Tempo | Note                  |
| ---- | ------ | ---------------------------- | ----------- | ----- | --------------------- |
|      | 4      | Denis Tarasov                | Russia      | 25"34 | Record dei campionati |
|      | 3      | Yinan Wang                   | Cina        | 26"66 |                       |
|      | 5      | Konstantin Lisenkov          | Russia      | 27"31 |                       |
| 4    | 2      | Bohdan Hrynenko              | Ucraina     | 27"44 |                       |
| 5    | 6      | Blake Cochrane               | Australia   | 27"79 |                       |
| 6    | 7      | Charles Rozoy                | Francia     | 27"81 |                       |
| 7    | 8      | Luis Armando Andrade Guillen | Messico     | 28"15 | Record panamericano   |
| 8    | 1      | Zack Mcallister              | Canada      | 28"26 |                       |

### S9
Prima della manifestazione il record del mondo (WR) e il record dei campionati (CR) erano i seguenti.
| Record mondiale       | 25"13 | Matthew Cowdrey Australia | 5 settembre 2012 Londra, Regno Unito |
| Record dei campionati | 25"16 | Matthew Cowdrey Australia | 13 agosto 2013 Montréal, Canada      |

Nel corso della competizione non sono stati migliorati record.

#### Batterie
| Pos. | Batteria | Corsia | Atleta               | Nazionalità   | Tempo | Note            |
| ---- | -------- | ------ | -------------------- | ------------- | ----- | --------------- |
| 1    | 2        | 4      | Alexander Skaliukh   | Russia        | 26"72 | Q               |
| 2    | 1        | 4      | Tamas Toth           | Ungheria      | 26"83 | Q               |
| 3    | 3        | 5      | Takuro Yamada        | Giappone      | 26"90 | Q               |
| 4    | 3        | 4      | Leo Lahteenmaki      | Finlandia     | 26"99 | Q               |
| 5    | 1        | 6      | Brenden Hall         | Australia     | 27"03 | Q               |
| 6    | 2        | 5      | Timothy Disken       | Australia     | 27"21 | Q               |
| 7    | 3        | 2      | Aleksandr Damianenko | Russia        | 27"24 | Q               |
| 8    | 3        | 6      | Csaba Meilinger      | Ungheria      | 27"29 | Q               |
| 9    | 1        | 5      | David Grachat        | Portogallo    | 27"40 |                 |
| 10   | 2        | 3      | Ruiter Silva         | Brasile       | 27"52 |                 |
| 11   | 2        | 6      | Cody Bureau          | Stati Uniti   | 27"55 |                 |
| 12   | 1        | 3      | Jie Wang             | Cina          | 27"57 |                 |
| 13   | 2        | 7      | Bogdan Mozgovoi      | Russia        | 27"62 |                 |
| 14   | 3        | 3      | Vanilton Filho       | Brasile       | 27"87 |                 |
| 15   | 2        | 2      | Tim van Duuren       | Paesi Bassi   | 27"90 |                 |
| 16   | 1        | 7      | Timothy Hodge        | Australia     | 27"92 |                 |
| 17   | 1        | 2      | Kristijan Mamic      | Croazia       | 28"32 |                 |
| 18   | 3        | 7      | Yongjia Cui          | Cina          | 28"59 |                 |
| 19   | 3        | 1      | Jesse Reynolds       | Nuova Zelanda | 28"63 |                 |
| 20   | 2        | 1      | Scody Victor         | Mauritius     | 33"31 | Record africano |
| 21   | 1        | 1      | David Taylor         | Barbados      | 41"66 |                 |

#### Finale
| Pos. | Corsia | Atleta               | Nazionalità | Tempo | Note |
| ---- | ------ | -------------------- | ----------- | ----- | ---- |
|      | 4      | Alexander Skaliukh   | Russia      | 26"48 |      |
|      | 3      | Takuro Yamada        | Giappone    | 26"57 |      |
|      | 1      | Aleksandr Damianenko | Russia      | 26"67 |      |
| 4    | 7      | Timothy Disken       | Australia   | 26"77 |      |
| 5    | 2      | Brenden Hall         | Australia   | 26"79 |      |
| 6    | 5      | Tamas Toth           | Ungheria    | 26"90 |      |
| 7    | 6      | Leo Lahteenmaki      | Finlandia   | 26"91 |      |
| 8    | 8      | Csaba Meilinger      | Ungheria    | 27"03 |      |

### S10
Prima della manifestazione il record del mondo (WR) e il record dei campionati (CR) erano i seguenti.
| Record mondiale       | 23"16 | André Brasil Brasile | 31 agosto 2012 Londra, Regno Unito |
| Record dei campionati | 25"16 | André Brasil Brasile | 18 agosto 2013 Montréal, Canada    |

Nel corso della competizione, Brasil ha migliorato il record dei campionati.

#### Batterie
| Pos. | Batteria | Corsia | Atleta                         | Nazionalità | Tempo | Note |
| ---- | -------- | ------ | ------------------------------ | ----------- | ----- | ---- |
| 1    | 2        | 4      | Phelipe Andrews Melo Rodrigues | Brasile     | 23"89 | Q    |
| 2    | 2        | 5      | Nathan Stein                   | Canada      | 24"07 | Q    |
| 3    | 1        | 4      | André Brasil                   | Brasile     | 24"36 | Q    |
| 4    | 1        | 5      | Dmitry Grigoryev               | Russia      | 24"90 | Q    |
| 5    | 1        | 3      | David Levecq                   | Spagna      | 25"16 | Q    |
| 6    | 1        | 6      | Guy Harrison-Murray            | Australia   | 25"45 | Q    |
| 7    | 2        | 2      | Kevin Paul                     | Sudafrica   | 25"66 | Q    |
| 8    | 2        | 3      | Dmitry Bartasinskiy            | Russia      | 25"79 | Q    |
| 9    | 2        | 6      | Furong Lin                     | Cina        | 25"89 |      |
| 10   | 1        | 2      | Michael Anderson               | Australia   | 26"24 |      |
| 11   | 1        | 7      | Rick Pendleton                 | Australia   | 26"38 |      |
| 12   | 1        | 1      | Tamas Gyorgy Deutsch           | Ungheria    | 26"40 |      |
| 13   | 2        | 7      | Kardo Ploomipuu                | Estonia     | 26"61 |      |
| 14   | 2        | 1      | Gert Johannes van Heerden      | Sudafrica   | 27"02 |      |

#### Finale
| Pos. | Corsia | Atleta                         | Nazionalità | Tempo | Note                  |
| ---- | ------ | ------------------------------ | ----------- | ----- | --------------------- |
|      | 3      | André Brasil                   | Brasile     | 23"20 | Record dei campionati |
|      | 4      | Phelipe Andrews Melo Rodrigues | Brasile     | 23"81 |                       |
|      | 5      | Nathan Stein                   | Canada      | 23"84 |                       |
| 4    | 6      | Dmitry Grigoryev               | Russia      | 24"71 |                       |
| 5    | 2      | David Levecq                   | Spagna      | 24"90 |                       |
| 6    | 8      | Dmitry Bartasinskiy            | Russia      | 25"01 |                       |
| 7    | 7      | Guy Harrison-Murray            | Australia   | 25"34 |                       |
| 8    | 1      | Kevin Paul                     | Sudafrica   | 25"40 |                       |

### S11
Prima della manifestazione il record del mondo (WR) e il record dei campionati (CR) erano i seguenti.
| Record mondiale       | 25"27 | Bozun Yang Cina        | 1 settembre 2012 Londra, Regno Unito  |
| Record dei campionati | 26"03 | Enhamed Enhamed Spagna | 18 agosto 2010 Eindhoven, Paesi Bassi |

Nel corso della competizione, Snyder ha migliorato il record dei campionati.

#### Batterie
| Pos. | Batteria | Corsia | Atleta                  | Nazionalità | Tempo | Note |
| ---- | -------- | ------ | ----------------------- | ----------- | ----- | ---- |
| 1    | 2        | 4      | Bradley Snyder          | Stati Uniti | 26"48 | Q    |
| 2    | 2        | 5      | Kelichi Kimura          | Giappone    | 27"50 | Q    |
| 3    | 1        | 5      | Hendri Herbst           | Sudafrica   | 27"76 | Q    |
| 4    | 2        | 3      | Matheus Sousa           | Brasile     | 27"78 | Q    |
| 5    | 1        | 4      | Alexander Chekurov      | Russia      | 28"07 | Q    |
| 6    | 1        | 3      | Viktor Smyrnov          | Ucraina     | 28"23 | Q    |
| 7    | 2        | 6      | Oleksandr Mashchenko    | Ucraina     | 28"37 | Q    |
| 8    | 1        | 6      | Wojciech Artur Makowski | Polonia     | 28"85 | Q    |
| 9    | 1        | 2      | Smytro Zalevskyy        | Ucraina     | 29"33 |      |
| 10   | 2        | 2      | Maksim Koval            | Russia      | 29"34 |      |
| 11   | 2        | 7      | Miroslav Smrcka         | Rep. Ceca   | 30"55 |      |
| 12   | 1        | 7      | Mansurbek Ibrashev      | Kazakistan  | 31"94 |      |

#### Finale
| Pos. | Corsia | Atleta                  | Nazionalità | Tempo | Note                  |
| ---- | ------ | ----------------------- | ----------- | ----- | --------------------- |
|      | 3      | Bradley Snyder          | Stati Uniti | 25"78 | Record dei campionati |
|      | 4      | Kelichi Kimura          | Giappone    | 26"83 |                       |
|      | 5      | Hendri Herbst           | Sudafrica   | 27"04 |                       |
| 4    | 6      | Alexander Chekurov      | Russia      | 27"59 |                       |
| 5    | 2      | Matheus Sousa           | Brasile     | 27"87 |                       |
| 6    | 8      | Viktor Smyrnov          | Ucraina     | 28"22 |                       |
| 7    | 7      | Oleksandr Mashchenko    | Ucraina     | 28"33 |                       |
| 8    | 1      | Wojciech Artur Makowski | Polonia     | 28"68 |                       |

### S12
Prima della manifestazione il record del mondo (WR) e il record dei campionati (CR) erano i seguenti.
| Record mondiale       | 25"27 | Maksym Veraska Ucraina | 21 ottobre 2009 Reykjavík, Islanda |
| Record dei campionati | 26"03 | Maksym Veraska Ucraina | 15 agosto 2013 Montréal, Canada    |

Nel corso della competizione non sono stati migliorati record.

#### Batterie
| Pos. | Batteria | Corsia | Atleta                   | Nazionalità | Tempo | Note |
| ---- | -------- | ------ | ------------------------ | ----------- | ----- | ---- |
| 1    | 1        | 1      | Raman Salei              | Azerbaigian | 24"29 | Q    |
| 2    | 1        | 7      | Oleksil Fedyna           | Ucraina     | 24"30 | Q    |
| 3    | 1        | 4      | Maksym Veraska           | Ucraina     | 24"40 | Q    |
| 4    | 1        | 5      | Dzmitry Salei            | Azerbaigian | 24"49 | Q    |
| 5    | 1        | 6      | Aleksandr Nevolin-Svetov | Russia      | 24"66 | Q    |
| 6    | 1        | 3      | Tucker Dupree            | Stati Uniti | 24"98 | Q    |
| 7    | 1        | 2      | Sergii Klippert          | Ucraina     | 25"01 | Q    |
| 8    | 1        | 8      | Charalampos Taiganidis   | Grecia      | 25"21 | Q    |
| 9    | 1        | 0      | Smitriy Horlin           | Uzbekistan  | 25"78 |      |
| 10   | 1        | 9      | Anuar Akhmetov           | Kazakistan  | 25"86 |      |

#### Finale
| Pos. | Corsia | Atleta                   | Nazionalità | Tempo | Note |
| ---- | ------ | ------------------------ | ----------- | ----- | ---- |
|      | 3      | Maksym Veraska           | Ucraina     | 23"92 |      |
|      | 4      | Raman Salei              | Azerbaigian | 24"39 |      |
|      | 6      | Dzmitry Salei            | Azerbaigian | 24"46 |      |
| 4    | 5      | Oleksil Fedyna           | Ucraina     | 24"48 |      |
| 5    | 2      | Aleksandr Nevolin-Svetov | Russia      | 24"59 |      |
| 6    | 1      | Sergii Klippert          | Ucraina     | 24"84 |      |
| 6    | 7      | Tucker Dupree            | Stati Uniti | 24"84 |      |
| 8    | 8      | Charalampos Taiganidis   | Grecia      | 25"21 |      |

### S13
Prima della manifestazione il record del mondo (WR) e il record dei campionati (CR) erano i seguenti.
| Record mondiale       | 23"21 | Ihar Boki Bielorussia      | 7 agosto 2014 Eindhoven, Paesi Bassi |
| Record dei campionati | 21"08 | Iaroslav Denysenko Ucraina | 15 agosto 2013 Montréal, Canada      |

Nel corso della competizione sono stati migliorati entrambi i record.

#### Batterie
| Pos. | Batteria | Corsia | Atleta                 | Nazionalità | Tempo | Note |
| ---- | -------- | ------ | ---------------------- | ----------- | ----- | ---- |
| 1    | 2        | 1      | Ihar Boki              | Bielorussia | 23"43 | Q,   |
| 2    | 1        | 4      | Iaroslav Denysenko     | Ucraina     | 24"48 | Q    |
| 3    | 1        | 5      | Carlos Farrenberg      | Brasile     | 24"50 | Q,   |
| 4    | 2        | 2      | Braedan Jason          | Australia   | 24"56 | Q    |
| 5    | 2        | 3      | Aleksandr Golintovskii | Russia      | 24"74 | Q    |
| 6    | 1        | 3      | Kirill Pankov          | Uzbekistan  | 25"00 | Q    |
| 7    | 2        | 4      | Stepan Smagin          | Russia      | 25"17 | Q    |
| 8    | 2        | 5      | Timothy Antalfy        | Australia   | 25"43 | Q    |
| 9    | 2        | 6      | Uladzimir Izotau       | Bielorussia | 25"65 |      |
| 10   | 1        | 6      | Jacob Templeton        | Australia   | 25"66 |      |
| 11   | 1        | 2      | Andrei Bukov           | Russia      | 25"72 |      |
| 11   | 2        | 7      | Antti Antero Latikka   | Finlandia   | 26"36 |      |
| 13   | 1        | 7      | Nicolas Guy Turbide    | Canada      | 26"83 |      |
| 14   | 2        | 8      | Ivan Salguero Oteiza   | Spagna      | 27"01 |      |
| 15   | 1        | 1      | Marinus Melianus Yowei | Indonesia   | 27"07 |      |
| 16   | 1        | 8      | Muhammad Abduraimov    | Uzbekistan  | 28"14 |      |

#### Finale
| Pos. | Corsia | Atleta                 | Nazionalità | Tempo | Note                |
| ---- | ------ | ---------------------- | ----------- | ----- | ------------------- |
|      | 4      | Ihar Boki              | Bielorussia | 23"20 | Record mondiale     |
|      | 3      | Carlos Farrenberg      | Brasile     | 24"13 | Record panamericano |
|      | 5      | Iaroslav Denysenko     | Ucraina     | 24"23 |                     |
| 4    | 2      | Aleksandr Golintovskii | Russia      | 24"45 |                     |
| 5    | 6      | Braedan Jason          | Australia   | 24"71 |                     |
| 6    | 1      | Stepan Smagin          | Russia      | 24"86 |                     |
| 7    | 7      | Kirill Pankov          | Uzbekistan  | 24"88 | Record asiatico     |
| 8    | 8      | Timothy Antalfy        | Australia   | 25"24 |                     |